# Ragnar Jahn
För andra betydelser, se Jahn (olika betydelser)
Ragnar Gösta Fredrik Jahn, född 25 april 1924 i Maria Magdalena församling i Stockholm, död 30 april 2020 i Katarina distrikt i Stockholm, var en svensk skådespelare. Han var son till Gösta Jahn och bror till Tompa Jahn.

## Filmografi
- 1958 – Bock i örtagård
- 1958 – Jazzgossen
- 1964 – Svenska bilder
- 1967 – Resan